# دهستان طسوج (کوار)
دهستان طسوج (کوار) نام دهستانی در بخش طسوج شهرستان کوار، استان فارس در ایران است. براساس سرشماری مرکز آمار ایران در سال ۱۳۹۵، جمعیت آن ۱۱۱۹۹ نفر (۲۸۱۳ خانوار) بوده‌است.